# Ronnie Van Zant
Ronald Wayne "Ronnie" Van Zant (Jacksonville, Florida; 15 de enero de 1948 - Gillsburg, Misisipi; 20 de octubre de 1977) fue el principal vocalista y compositor de la banda estadounidense de rock sureño Lynyrd Skynyrd.
Su período de actividad en la banda fue desde 1970 hasta 1977, año en el que falleció por un accidente de avión, junto a otros integrantes de la banda. Era el hermano mayor de Donnie Van Zant (fundador y vocalista de 38 Special) y de Johnny Van Zant (actual vocalista de Lynyrd Skynyrd).

## Primeras etapas de la vida
Nacido y criado en Jacksonville (Florida), por su padre Lacy Van Zant (1915-2004) y su madre Marion (1929-2000), Van Zant aspiraba a ser muchas cosas antes de encontrar su amor por la música. En particular, Ronnie estaba interesado en convertirse en un boxeador (como Muhammad Ali, que fue uno de sus ídolos) y ser jugador de béisbol profesional. Ronnie también se lanzó en torno a la idea de convertirse en un piloto de coches de carreras. De hecho, él decía que iba a ser la persona más famosa que saldría de Jacksonville desde Lee Roy Yarbrough.

## Lynyrd Skynyrd
Van Zant formó Lynyrd Skynyrd en el verano de 1964 con sus amigos y compañeros de escuela Allen Collins (en la guitarra), Gary Rossington (también en guitarra), Larry Junstrom (en el bajo) y Bob Burns (en la batería). El nombre Lynyrd Skynyrd fue inspirado por un profesor de gimnasia que había en la escuela secundaria, Leonard Skinner, quien suspendía a los estudiantes con pelo largo.
La exposición de la banda nacional comenzó en 1973 con el lanzamiento de su álbum debut, (pronounced 'lĕh-'nérd 'skin-'nérd), que tiene una cadena de éxitos y canciones favoritas de sus seguidores, incluyendo: "I Ain't the One", "Tuesday's Gone", "Gimme Three Steps", "Simple Man" y su canción insignia, "Free Bird", que más tarde dedicaron al fallecido Duane Allman, del grupo The Allman Brothers Band.
El mayor éxito de Lynyrd Skynyrd, "Free Bird", pasó a un segundo puesto cuando "Sweet Home Alabama" salió en el siguiente álbum, Second Helping. "Sweet Home Alabama" era una respuesta a la canción de Neil Young "Alabama" y "Southern Man". La creencia común de que Van Zant y Young fueron rivales es incorrecta, puesto que fueron realmente fanes el uno del otro y se consideró que colaboraron en varias ocasiones. La canción de Young llamada "Powderfinger", del álbum de 1979 Rust Never Sleeps, fue escrita para Skynyrd.

## Muerte

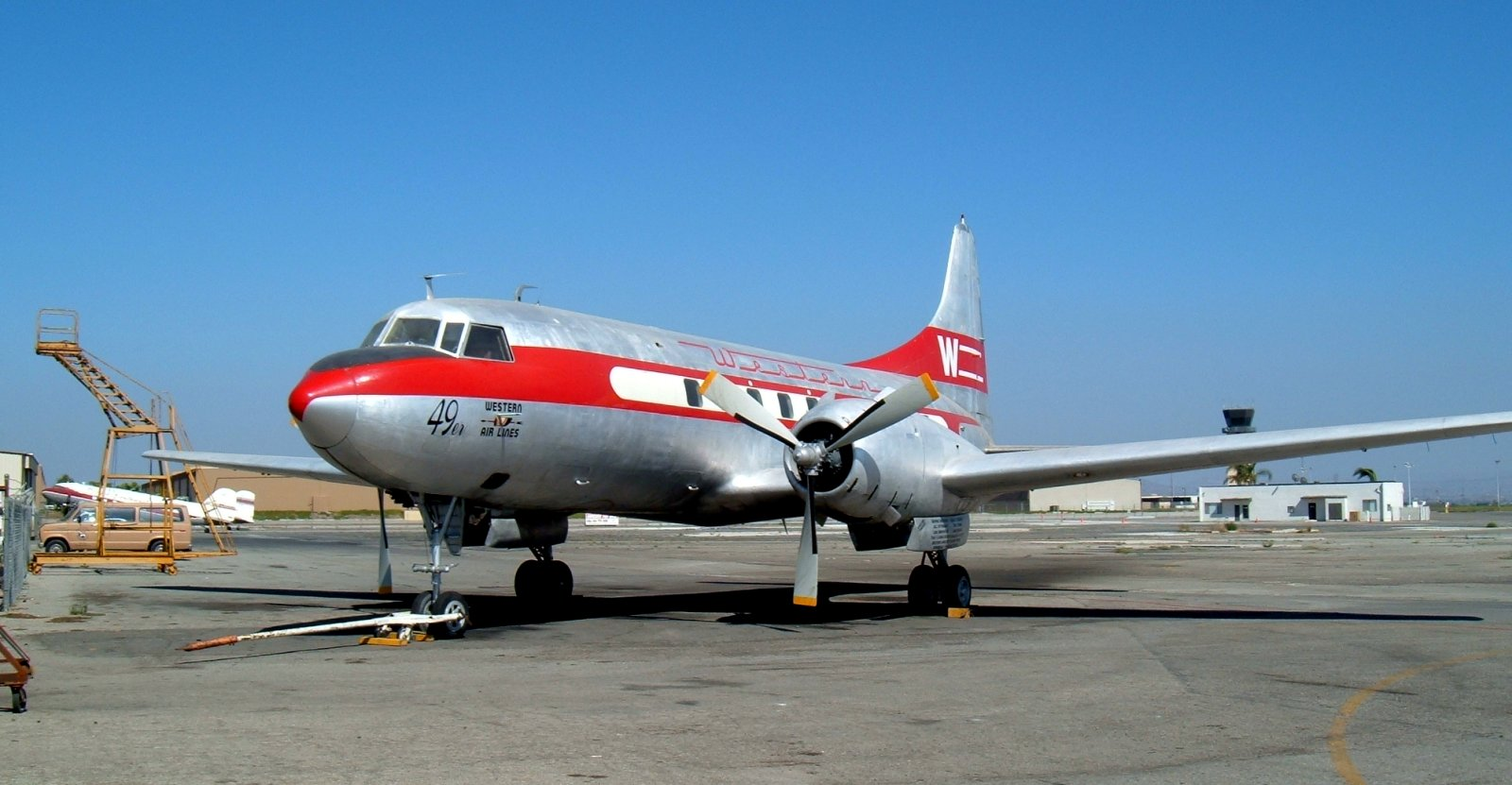
Un Convair CV-240 similar al avión del accidente.

El 20 de octubre de 1977, una aeronave Convair 240 llevaba a la banda de un show en Greenville (Carolina del Sur) a Baton Rouge (Luisiana). El avión se quedó sin combustible cerca del final del vuelo y se acabó estrellando en las afueras de Gillsburg (Misisipi). Los pasajeros habían sido informados sobre problemas y estaban listos para recibir el impacto. Van Zant murió en el choque. Sus compañeros de banda Steve Gaines, Cassie Gaines, el ayudante del gerente Dean Kilpatrick, el piloto Walter McCreary y el copiloto William Gray también fallecieron. Los miembros restantes de la banda sobrevivieron, aunque todos seriamente heridos. En total murieron 6 personas y hubo 20 supervivientes.
Cuando se dieron cuenta de que el avión no tenía suficiente combustible, los pilotos intentaron navegar hasta el aeropuerto McComb, a unas 10 millas al noreste del lugar del accidente, pero pronto se dieron cuenta de que el avión no lo lograría. Como último recurso, intentaron un aterrizaje de emergencia en un campo abierto a unos 300 metros de donde el avión finalmente cayó. A pesar de sus esfuerzos, aproximadamente a las 6:47 PM, el avión rozó unos 100 metros a lo largo de la parte superior de la línea de árboles antes de estrellarse contra un árbol grande y partirse en pedazos cerca de Gillsburg, Misisipi .
La Junta Nacional de Seguridad en el Transporte determinó que la causa probable de este accidente fue el agotamiento del combustible y la pérdida total de energía de ambos motores debido a la falta de atención de la tripulación al suministro de combustible. Contribuyendo al agotamiento del combustible había una planificación de vuelo inadecuada y un mal funcionamiento del motor de naturaleza indeterminada en el motor derecho que resultó en "quemaduras" y un consumo de combustible superior al normal.
Van Zant fue enterrado en Orange Park (Florida).
En 1987 la banda se volvió a reunir, y Johnny (el hermano menor de Van Zant) asumió el liderazgo como nuevo cantante.
El 29 de junio de 2000, varios vándalos irrumpieron en su tumba en Orange Park (Florida) y también en la de su excompañero de banda Steve Gaines. El ataúd de Van Zant fue sacado y dejado sobre el terreno. La bolsa que contenía las cenizas de Gaines fue rasgada y dejada abierta y algunas cenizas quedaron dispersas en la hierba.
Según la lista del sitio web Find-a-Grave, los restos de Van Zant se trasladaron al Riverside Memorial Park en Jacksonville, cerca de la tumba de su padre Lacy y su madre Marion. Tanto su actual lugar de descanso como el vacío mausoleo en Orange Park son visitados por los aficionados.
En las afueras del Condado de Clay ―en Jacksonville (Florida)― se encuentra el Ronnie Van Zant Memorial Park. En esa zona, a principios de los años setenta, los miembros de Lynyrd Skynyrd pasaron gran parte de su tiempo.

## Frases
- «Para mí no hay nada más libre que un pájaro. Ya sabes, sólo vuelan a donde quieren ir. Y no sé, eso es de lo que este país se trata, de ser libre. Creo que todo el mundo quiere ser como un pájaro... libre».